# Гальперін Гліб Сергійович
Гліб Сергійович Гальперін  (рос. Глеб Сергеевич Гальперин, 25 травня 1983) — російський стрибун у воду, олімпійський медаліст. На літніх Олімпійських іграх 2008 року він завоював бронзову медаль у синхронних стрибках з 10-метрової вишки разом з партнером по команді Дмитром Доброскоком, а також бронзову медаль в індивідуальних змаганнях на 10-метровій вишці серед чоловіків. Він також брав участь у літніх Олімпійських іграх 2004 та 2012 років.

## Виступи на Олімпіадах
| Олімпіада   | Дисципліна                | Місце |
| ----------- | ------------------------- | ----- |
| Афіни 2004  | вишка                     | 13    |
| Афіни 2004  | синхронні стрибки з вишки | 6     |
| Пекін 2008  | вишка                     | 3     |
| Пекін 2008  | синхронні стрибки з вишки | 3     |
| Лондон 2012 | вишка                     | 16    |